# Grifflochhorn
Grifflochhörner sind Blechblasinstrumente, die nach dem Prinzip der Polsterpfeife angeblasen werden. Zur Tonveränderung hat die Röhre eingebohrte Tonlöcher, die vergleichbar der Blockflöte mit den Fingern gegriffen werden. Da Grifflochhörner auch in höhere Naturtöne überblasen können, haben sie einen relativ großen, weitgehend chromatischen Tonumfang.
Eine Weiterentwicklung der frühen Grifflochhörner ist die Familie der Zinken. Sie wurden vom 13. bis zum 18. Jahrhundert eingesetzt und haben einen Tonumfang von zwei Oktaven. Der Serpent wurde weit bis ins 19. Jahrhundert verwendet, bis er von einfacher spielbaren vollklingenden Bassinstrumenten wie der Basstuba verdrängt wurde.
Eine aus Reims stammende Psalterillustration aus dem ersten Viertel des 12. Jahrhunderts, die heute im St. John’s College in Cambridge aufbewahrt wird, zeigt die Verwendung von Grifflochhörnern schon in alttestamentlicher Zeit.
Ein neuerer Vertreter dieser Gruppe ist das Klappenhorn, das im 18. Jahrhundert entstand und dessen Tonlöcher mit Klappen versehen wurden.
Keine Grifflochhörner in diesem eigentlichen Sinne sind Instrumente wie die Barocktrompete. Sie besitzen zwar mitunter auch zwei bis vier mit den Fingern bedeckbare Löcher, diese fungieren jedoch in erster Linie als Intonationshilfen.